# Enok Motzfeldt
Jakob Enok Hans Motzfeldt (* 11. Juni 1888 in Qassimiut; † 9. April 1925 in Narsaq) war ein grönländischer Landesrat.

## Leben
Enok Motzfeldt war der Sohn des Jägers Gerhardt Jens Kasper Ulrik Motzfeldt und seiner Frau Tuperna Karen Louise. Er heiratete am 22. September 1918 in Alluitsoq Nikoline Agathe Silla Isaksen (1898–?), Tochter des Jägers Kornelius Peter Frederik Isaksen und seiner Frau Cecilie Kathrine Frederikke.
Er lebte als Jäger in Narsaq. 1917 wurde er in den südgrönländischen Landesrat gewählt. Bis zum Ende der Legislaturperiode im Jahr 1922 verpasste er nur die Sitzung 1920, bei der er von Jokum Motzfeldt vertreten wurde. Er starb 1925 in Narsaq im Alter von 36 Jahren, als er von einem Felsen stürzte und sich tödlich verletzte.